# 赵芸蕾
赵芸蕾（1986年8月25日—），湖北宜昌人，中国女子羽毛球运动员，擅長雙打項目。趙芸蕾搭檔田卿、張楠在世界羽毛球錦標賽總計獲得2次女雙（2014年、2015年）及3次混雙（2011年、2014年、2015年）冠軍，多次以主力身分幫助中國隊在優霸盃、蘇迪曼盃贏得冠軍。在2012年倫敦夏季奧林匹克運動會中，同時獲得混合雙打及女子雙打金牌，成為中國羽毛球歷史上第一位奧運雙冠王。其夫洪煒亦為前中國國家隊隊員。

## 簡歷

### 早年及出道
赵芸蕾生於體育世家，父親赵立军是一位籃球教練，亦是宜昌市体校的校長，而母親屈晓荣則是一名網球教練；她自小便跟隨体校羽毛球隊的教練陈吉勇學習羽毛球。1997年，11歲的赵芸蕾受湖北省体校的邀請，隻身前往位於武汉的省体校接受訓練；至2004年，她被選進了中国国家羽毛球队二队。

### 2008年
在2008年北京奧運後，趙芸蕾入選中国国家羽毛球队一隊名單，並開始與來自江苏的成淑合作女雙。二人的合作不久就已擦出火花，在9月份進行的日本羽毛球超級賽，趙/成便在決賽以2比1擊敗馬來西亞的組合陳儀慧/黃佩蒂，贏得首個羽毛球超級系列賽的冠軍。數日後，她們又在中国羽毛球大师赛以2比0擊敗中國澳門的組合張丹/張之博，再次贏得系列賽冠軍。同年12月，趙/成組合在香港羽毛球公開賽不敵趙婷婷/張亞雯屈居亞軍，但仍能憑藉連月來的佳績，首次躋身世界羽聯的世界排名頭十位。

### 2009年
2009年，趙芸蕾/成淑的組合繼續大放異彩，先贏得德國公開賽冠軍，又在其後的全英賽、印尼超級賽、中國大師賽和法國超級賽奪得亞軍；在4月份公佈的世界排名，趙/成組合的排名躍升至第二位，僅次於馬來西亞的組合黃佩蒂/陳儀慧。同年8月，二人首次參加世界羽毛球锦标赛即闖進決賽；雖然最後負於隊友赵婷婷/张亚雯，僅得亞軍，但世界排名卻成功攀登上首位。

### 2010年
2010年，趙芸蕾/成淑持續強勢，除接連贏得韓國超級賽和中國超級賽冠軍，以及全英、日本和香港超級賽的亞軍外，又在世界羽毛球錦標賽再次殺入四強；此外，趙芸蕾亦開始與张楠出戰混合雙打的賽事，並在全英賽和日本超級賽中贏得冠軍。然而，表現上佳的趙芸蕾卻未能入選2010年優霸盃的陣容，這為她帶來沉重打擊。
在中國隊失落優霸盃後，國家隊的雙打組合醞釀重大變化。在年底進行的廣州亞運會，教練組在團體項目開始前突然決定將趙芸蕾的女雙拍檔，改為從沒有合作過的田卿。结果，她和田卿首度合作，便順利在羽毛球比賽中贏得了的女子雙打及團體項目兩面金牌；此外，她亦夥拍张楠奪得混合雙打銀牌。

### 2011年
2011年是趙芸蕾豐收的一年，她與新拍檔田卿先後贏得了馬來西亞超級賽、新加坡超級賽和泰國公開賽的冠軍，又在法國超級賽、香港超級賽、韓國首要超級賽、丹麥首要超級賽、亞錦賽，以及世錦賽闖進決賽，兩人的世界排名更攀升至第二位，緊隨隊友于洋/王晓理之後；更以第二女雙的身份協助中國國家羽毛球隊成功衛冕蘇迪曼盃，贏得個人首個世界冠軍頭銜。
此外，趙芸蕾在本年度的混合雙打成績更為悅目，她與张楠的組合先後贏得了韓國首要超級賽、亞錦賽、印尼首要超級賽、香港超級賽、中國首要超級賽和世界羽聯超級系列賽總決賽冠軍；更在8月份在倫敦舉行的世界羽毛球錦標賽上，以2-0（21-15、21-7）力克東道主組合克里斯·爱德考克/伊莫金·班克尔，首次問鼎世錦賽冠軍，更助國家隊連續兩年囊括世锦赛全部冠军。

### 2012年

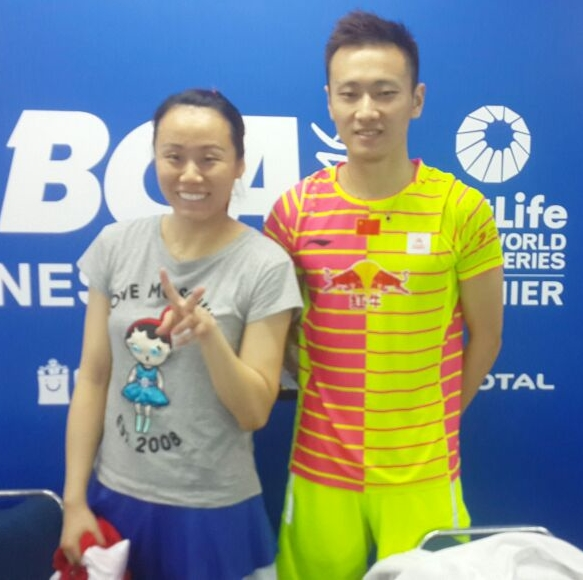
赵芸蕾（左）與她的混雙搭檔张楠（2016年6月）。

卡米拉·吕特·尤尔/克里斯汀娜·彼德森在2012年奥运会女双小组赛中击败中国组合田卿/赵芸蕾。中国组合田卿/赵芸蕾由于无法获得小组第一，而可能导致两对中国运动员在决赛前提前相遇。因此，世界排名第一的另一队中国组合于洋/王晓理故意输给韩国运动员郑景银/金荷娜，从而使得中韩，印尼四组运动员被国际羽联除名。
在混双比赛中，赵芸蕾和其男友张楠搭档获得冠军。在随后一天的女双决赛中顶住压力与队友田卿获得女双冠军，成为中国羽毛球队第一位一届奥运会比赛获得两块金牌的运动员。

### 2016年
2016年8月，赵芸蕾參加奧林匹克運動會羽毛球比賽，與搭档张楠出戰混合雙打比賽。他們在季軍戰以2比0（21-7、21-11）击败队友徐晨/马晋，获得一面铜牌。在比赛开始之前，赵芸蕾就通过个人社交媒体主页表示：“十三年，最后一场，加油。非常感谢你们的包容和理解，显示上限为一万的祝福，我全部都看到了～感谢同伴和队友们辛苦的付出，希望今晚能奉献一场精彩的比赛给喜欢毛毛球的你们。张楠，马晋，徐晨一起加油，中国混双。”赛后，赵芸蕾宣布将会在奥运会结束之后退役。

### 退役生活
退役后，赵芸蕾先在北京体育大学修讀研究生课程，同时在湖北省体育局乒羽中心出任副主任，2017年还当选为湖北省羽协主席。
同時，中国国家队双打主教练张军曾表示，希望赵芸蕾回队当教练，把她丰富的经验传授给年轻队员；在2017年中国羽毛球首要超級賽期间，赵芸蕾便獲国家队邀請加入调研团队，参与出谋划策的工作。後來，她又受女双主管教练潘莉邀请正式回到国家队，以教练員身分协助做好女双组的教练工作。

## 主要比賽成績

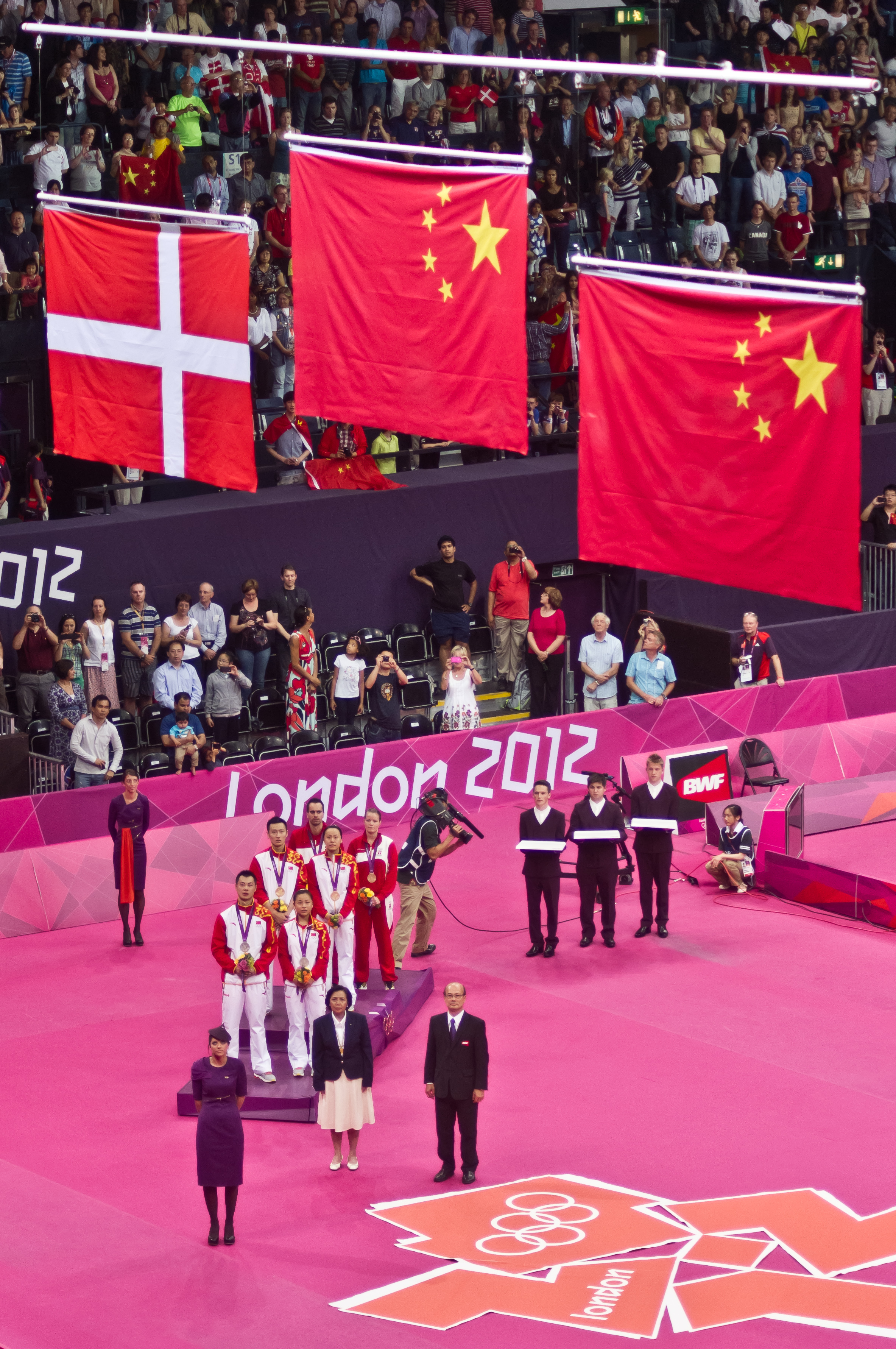
张楠與赵芸蕾贏得奥运混雙金牌

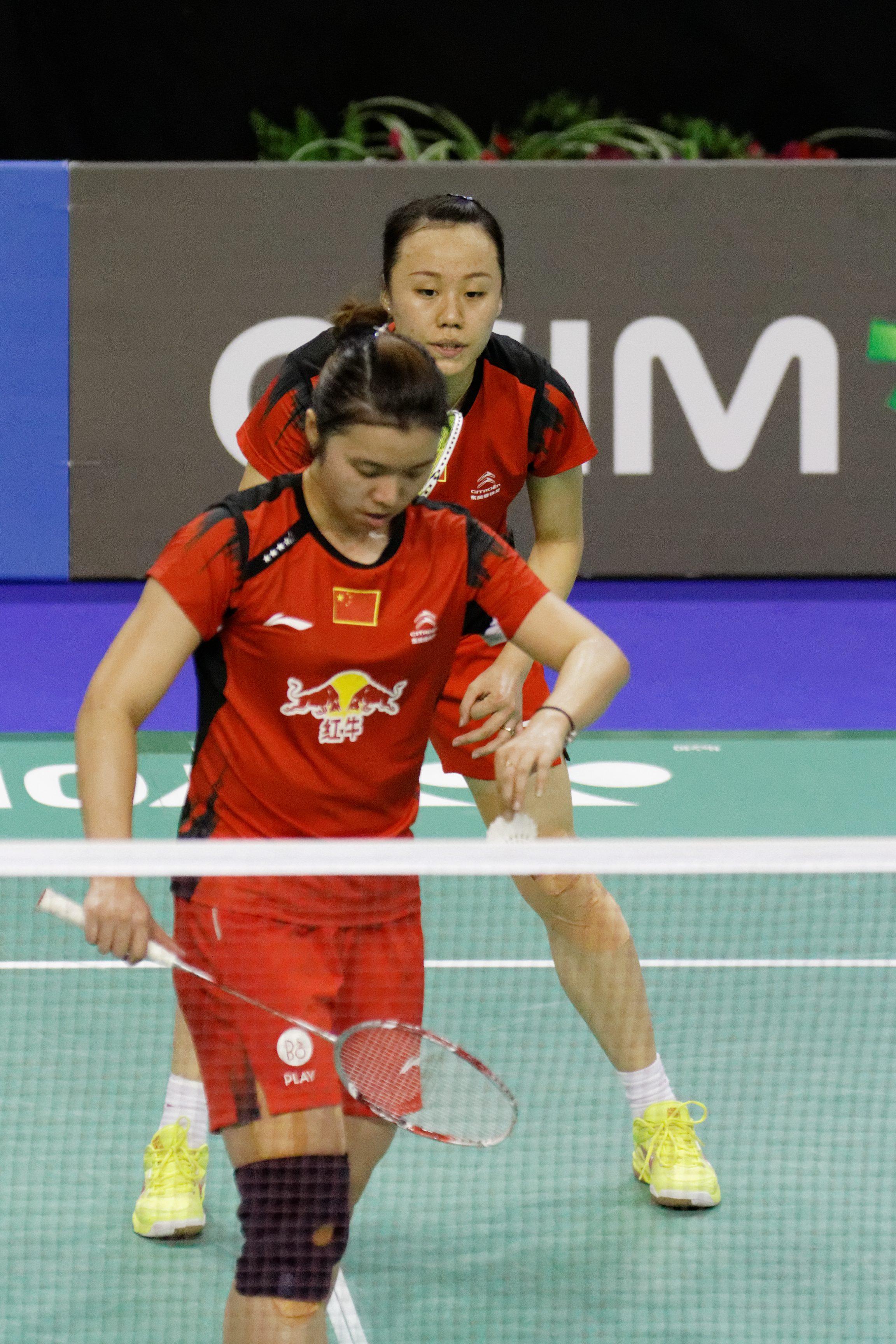
赵芸蕾 - 田卿

只列出曾進入準決賽的國際賽事成績：
| 年份   | 賽事                       | 公開賽級別 | 項目     | 拍檔   | 成績   |
| ------ | -------------------------- | ---------- | -------- | ------ | ------ |
| 2007年 | 亞洲羽毛球錦標賽           | 其他       | 女子雙打 | 成淑   | 銀牌   |
| 2007年 | 奧地利羽毛球國際賽         |            | 女子雙打 | 成淑   | 冠軍   |
| 2008年 | 日本羽毛球超級賽           | 超級賽     | 女子雙打 | 成淑   | 冠軍   |
| 2008年 | 中國羽毛球大師賽           | 超級賽     | 女子雙打 | 成淑   | 冠軍   |
| 2008年 | 澳門羽毛球黃金大獎賽       | 黃金大獎賽 | 女子雙打 | 成淑   | 冠軍   |
| 2008年 | 澳門羽毛球黃金大獎賽       | 黃金大獎賽 | 混合雙打 | 徐晨   | 冠軍   |
| 2008年 | 法國羽毛球超級賽           | 超級賽     | 女子雙打 | 成淑   | 準決賽 |
| 2008年 | 中國羽毛球超級賽           | 超級賽     | 混合雙打 | 徐晨   | 亞軍   |
| 2008年 | 香港羽毛球超級賽           | 超級賽     | 女子雙打 | 成淑   | 亞軍   |
| 2009年 | 德國羽毛球大獎賽           | 大獎賽     | 女子雙打 | 成淑   | 冠軍   |
| 2009年 | 德國羽毛球大獎賽           | 大獎賽     | 混合雙打 | 徐晨   | 冠軍   |
| 2009年 | 全英羽毛球超級賽           | 超級賽     | 女子雙打 | 成淑   | 亞軍   |
| 2009年 | 瑞士羽毛球超級賽           | 超級賽     | 混合雙打 | 徐晨   | 準決賽 |
| 2009年 | 馬來西亞羽毛球黃金大獎賽   | 黃金大獎賽 | 混合雙打 | 徐晨   | 亞軍   |
| 2009年 | 世界羽毛球錦標賽           | 其他       | 女子雙打 | 成淑   | 銀牌   |
| 2009年 | 印尼羽毛球超級賽           | 超級賽     | 女子雙打 | 成淑   | 亞軍   |
| 2009年 | 中國羽毛球大師賽           | 超級賽     | 女子雙打 | 成淑   | 亞軍   |
| 2009年 | 法國羽毛球超級賽           | 超級賽     | 女子雙打 | 成淑   | 亞軍   |
| 2009年 | 香港羽毛球超級賽           | 超級賽     | 女子雙打 | 成淑   | 準決賽 |
| 2009年 | 中國羽毛球超級賽           | 超級賽     | 混合雙打 | 张楠   | 準決賽 |
| 2009年 | 東亞運動會羽毛球比賽       | 其他       | 女子團體 | －     | 金牌   |
| 2009年 | 東亞運動會羽毛球比賽       | 其他       | 女子雙打 | 成淑   | 銅牌   |
| 2010年 | 韓國羽毛球超級賽           | 超級賽     | 女子雙打 | 成淑   | 冠軍   |
| 2010年 | 德國羽毛球大獎賽           | 大獎賽     | 女子雙打 | 成淑   | 亞軍   |
| 2010年 | 全英羽毛球超級賽           | 超級賽     | 女子雙打 | 成淑   | 亞軍   |
| 2010年 | 全英羽毛球超級賽           | 超級賽     | 混合雙打 | 张楠   | 冠軍   |
| 2010年 | 世界羽毛球錦標賽           | 其他       | 女子雙打 | 成淑   | 銅牌   |
| 2010年 | 碧特博格羽毛球黃金大獎賽   | 黃金大獎賽 | 混合雙打 | 张楠   | 冠軍   |
| 2010年 | 日本羽毛球超級賽           | 超級賽     | 女子雙打 | 成淑   | 亞軍   |
| 2010年 | 日本羽毛球超級賽           | 超級賽     | 混合雙打 | 张楠   | 冠軍   |
| 2010年 | 中國羽毛球超級賽           | 超級賽     | 女子雙打 | 成淑   | 冠軍   |
| 2010年 | 中國羽毛球超級賽           | 超級賽     | 混合雙打 | 张楠   | 亞軍   |
| 2010年 | 香港羽毛球超級賽           | 超級賽     | 混合雙打 | 张楠   | 亞軍   |
| 2010年 | 亞洲運動會羽毛球比賽       | 其他       | 女子團體 | －     | 金牌   |
| 2010年 | 亞洲運動會羽毛球比賽       | 其他       | 女子雙打 | 田卿   | 金牌   |
| 2010年 | 亞洲運動會羽毛球比賽       | 其他       | 混合雙打 | 张楠   | 銀牌   |
| 2010年 | 世界羽聯超級系列賽總決賽   | 首要超級賽 | 女子雙打 | 成淑   | 亞軍   |
| 2010年 | 世界羽聯超級系列賽總決賽   | 首要超級賽 | 混合雙打 | 张楠   | 冠軍   |
| 2011年 | 馬來西亞羽毛球超級賽       | 超級賽     | 女子雙打 | 田卿   | 冠軍   |
| 2011年 | 韓國羽毛球首要超級賽       | 首要超級賽 | 女子雙打 | 田卿   | 亞軍   |
| 2011年 | 韓國羽毛球首要超級賽       | 首要超級賽 | 混合雙打 | 张楠   | 冠軍   |
| 2011年 | 亞洲羽毛球錦標賽           | 其他       | 女子雙打 | 田卿   | 銀牌   |
| 2011年 | 亞洲羽毛球錦標賽           | 其他       | 混合雙打 | 张楠   | 金牌   |
| 2011年 | 新加坡羽毛球超級賽         | 超級賽     | 女子雙打 | 田卿   | 冠軍   |
| 2011年 | 新加坡羽毛球超級賽         | 超級賽     | 混合雙打 | 张楠   | 準決賽 |
| 2011年 | 蘇迪曼盃                   | 其他       | 混合團體 | －     | 金牌   |
| 2011年 | 泰國羽毛球黃金大獎賽       | 黃金大獎賽 | 女子雙打 | 田卿   | 冠軍   |
| 2011年 | 印尼羽毛球首要超級賽       | 首要超級賽 | 混合雙打 | 张楠   | 冠軍   |
| 2011年 | 世界羽毛球錦標賽           | 其他       | 女子雙打 | 田卿   | 銀牌   |
| 2011年 | 世界羽毛球錦標賽           | 其他       | 混合雙打 | 张楠   | 金牌   |
| 2011年 | 中國羽毛球大師賽           | 超級賽     | 女子雙打 | 田卿   | 準決賽 |
| 2011年 | 日本羽毛球公開賽           | 超級賽     | 混合雙打 | 张楠   | 準決賽 |
| 2011年 | 丹麥羽毛球首要超級賽       | 首要超級賽 | 女子雙打 | 田卿   | 亞軍   |
| 2011年 | 丹麥羽毛球首要超級賽       | 首要超級賽 | 混合雙打 | 张楠   | 準決賽 |
| 2011年 | 法國羽毛球超級賽           | 超級賽     | 女子雙打 | 田卿   | 亞軍   |
| 2011年 | 法國羽毛球超級賽           | 超級賽     | 混合雙打 | 张楠   | 準決賽 |
| 2011年 | 香港羽毛球超級賽           | 超級賽     | 女子雙打 | 田卿   | 亞軍   |
| 2011年 | 香港羽毛球超級賽           | 超級賽     | 混合雙打 | 张楠   | 冠軍   |
| 2011年 | 中國羽毛球首要超級賽       | 首要超級賽 | 女子雙打 | 田卿   | 準決賽 |
| 2011年 | 中國羽毛球首要超級賽       | 首要超級賽 | 混合雙打 | 张楠   | 冠軍   |
| 2011年 | 世界羽聯超級系列賽總決賽   | 首要超級賽 | 女子雙打 | 田卿   | 準決賽 |
| 2011年 | 世界羽聯超級系列賽總決賽   | 首要超級賽 | 混合雙打 | 张楠   | 冠軍   |
| 2012年 | 韓國羽毛球首要超級賽       | 首要超級賽 | 女子雙打 | 田卿   | 冠軍   |
| 2012年 | 馬來西亞羽毛球超級賽       | 超級賽     | 混合雙打 | 张楠   | 冠軍   |
| 2012年 | 全英羽毛球首要超級賽       | 首要超級賽 | 女子雙打 | 田卿   | 冠軍   |
| 2012年 | 亞洲羽毛球錦標賽           | 其他       | 女子雙打 | 田卿   | 金牌   |
| 2012年 | 亞洲羽毛球錦標賽           | 其他       | 混合雙打 | 张楠   | 金牌   |
| 2012年 | 優霸盃                     | 其他       | 女子團體 | －     | 金牌   |
| 2012年 | 印度尼西亞羽毛球首要超級賽 | 首要超級賽 | 女子雙打 | 田卿   | 亞軍   |
| 2012年 | 奧林匹克運動會羽毛球比賽   | 其他       | 女子雙打 | 田卿   | 金牌   |
| 2012年 | 奧林匹克運動會羽毛球比賽   | 其他       | 混合雙打 | 张楠   | 金牌   |
| 2012年 | 丹麥羽毛球首要超級賽       | 首要超級賽 | 女子雙打 | 田卿   | 準決賽 |
| 2012年 | 丹麥羽毛球首要超級賽       | 首要超級賽 | 混合雙打 | 张楠   | 準決賽 |
| 2012年 | 香港羽毛球超級賽           | 超級賽     | 女子雙打 | 田卿   | 冠軍   |
| 2012年 | 香港羽毛球超級賽           | 超級賽     | 混合雙打 | 张楠   | 冠軍   |
| 2012年 | 世界羽聯超級系列賽總決賽   | 首要超級賽 | 女子雙打 | 田卿   | 準決賽 |
| 2012年 | 世界羽聯超級系列賽總決賽   | 首要超級賽 | 混合雙打 | 张楠   | 亞軍   |
| 2013年 | 韓國羽毛球首要超級賽       | 首要超級賽 | 混合雙打 | 张楠   | 冠軍   |
| 2013年 | 全英羽毛球首要超級賽       | 首要超級賽 | 女子雙打 | 成淑   | 亞軍   |
| 2013年 | 全英羽毛球首要超級賽       | 首要超級賽 | 混合雙打 | 张楠   | 亞軍   |
| 2013年 | 亞洲羽毛球錦標賽           | 其他       | 混合雙打 | 张楠   | 銀牌   |
| 2013年 | 蘇迪曼盃                   | 其他       | 混合團體 | －     | 金牌   |
| 2013年 | 印尼羽毛球首要超級賽       | 首要超級賽 | 女子雙打 | 田卿   | 準決賽 |
| 2013年 | 印尼羽毛球首要超級賽       | 首要超級賽 | 混合雙打 | 张楠   | 冠軍   |
| 2013年 | 新加坡羽毛球超級賽         | 超級賽     | 女子雙打 | 田卿   | 冠軍   |
| 2013年 | 世界羽毛球錦標賽           | 其他       | 女子雙打 | 田卿   | 銅牌   |
| 2013年 | 世界羽毛球錦標賽           | 其他       | 混合雙打 | 张楠   | 銅牌   |
| 2013年 | 中國羽毛球大師賽           | 超級賽     | 混合雙打 | 张楠   | 冠軍   |
| 2013年 | 日本羽毛球超級賽           | 超級賽     | 混合雙打 | 张楠   | 冠軍   |
| 2013年 | 東亞運動會羽毛球比賽       | 其他       | 女子團體 | －     | 金牌   |
| 2013年 | 丹麥羽毛球首要超級賽       | 首要超級賽 | 混合雙打 | 张楠   | 冠軍   |
| 2013年 | 法國羽毛球超級賽           | 超級賽     | 女子雙打 | 田卿   | 亞軍   |
| 2013年 | 法國羽毛球超級賽           | 超級賽     | 混合雙打 | 张楠   | 冠軍   |
| 2013年 | 中國羽毛球首要超級賽       | 首要超級賽 | 女子雙打 | 田卿   | 準決賽 |
| 2013年 | 中國羽毛球首要超級賽       | 首要超級賽 | 混合雙打 | 张楠   | 準決賽 |
| 2013年 | 香港羽毛球超級賽           | 超級賽     | 混合雙打 | 张楠   | 準決賽 |
| 2013年 | 世界羽聯超級系列賽總決賽   | 首要超級賽 | 混合雙打 | 张楠   | 亞軍   |
| 2014年 | 韓國羽毛球超級賽           | 超級賽     | 混合雙打 | 张楠   | 冠軍   |
| 2014年 | 馬來西亞羽毛球首要超級賽   | 首要超級賽 | 混合雙打 | 张楠   | 準決賽 |
| 2014年 | 全英羽毛球首要超級賽       | 首要超級賽 | 女子雙打 | 田卿   | 準決賽 |
| 2014年 | 全英羽毛球首要超級賽       | 首要超級賽 | 混合雙打 | 张楠   | 亞軍   |
| 2014年 | 印度羽毛球超級賽           | 超級賽     | 混合雙打 | 张楠   | 準決賽 |
| 2014年 | 優霸盃                     | 其他       | 女子團體 | －     | 金牌   |
| 2014年 | 日本羽毛球超級賽           | 超級賽     | 混合雙打 | 张楠   | 冠軍   |
| 2014年 | 印尼羽毛球首要超級賽       | 首要超級賽 | 女子雙打 | 田卿   | 冠軍   |
| 2014年 | 澳洲羽毛球超級賽           | 超級賽     | 女子雙打 | 田卿   | 冠軍   |
| 2014年 | 世界羽毛球錦標賽           | 其他       | 女子雙打 | 田卿   | 金牌   |
| 2014年 | 世界羽毛球錦標賽           | 其他       | 混合雙打 | 张楠   | 金牌   |
| 2014年 | 亞洲運動會羽毛球比賽       | 其他       | 女子團體 | －     | 金牌   |
| 2014年 | 亞洲運動會羽毛球比賽       | 其他       | 女子雙打 | 田卿   | 銅牌   |
| 2014年 | 亞洲運動會羽毛球比賽       | 其他       | 混合雙打 | 张楠   | 金牌   |
| 2014年 | 中國羽毛球首要超級賽       | 首要超級賽 | 女子雙打 | 田卿   | 亞軍   |
| 2014年 | 中國羽毛球首要超級賽       | 首要超級賽 | 混合雙打 | 张楠   | 冠軍   |
| 2014年 | 香港羽毛球超級賽           | 超級賽     | 女子雙打 | 田卿   | 冠軍   |
| 2014年 | 香港羽毛球超級賽           | 超級賽     | 混合雙打 | 张楠   | 冠軍   |
| 2014年 | 世界羽聯超級系列賽總決賽   | 首要超級賽 | 女子雙打 | 田卿   | 亞軍   |
| 2014年 | 世界羽聯超級系列賽總決賽   | 首要超級賽 | 混合雙打 | 张楠   | 冠軍   |
| 2015年 | 全英羽毛球首要超級賽       | 首要超級賽 | 女子雙打 | 田卿   | 準決賽 |
| 2015年 | 全英羽毛球首要超級賽       | 首要超級賽 | 混合雙打 | 张楠   | 冠軍   |
| 2015年 | 馬來西亞羽毛球首要超級賽   | 首要超級賽 | 混合雙打 | 张楠   | 冠軍   |
| 2015年 | 新加坡羽毛球超級賽         | 超級賽     | 混合雙打 | 张楠   | 冠軍   |
| 2015年 | 蘇迪曼盃                   | 其他       | 混合團體 | －     | 金牌   |
| 2015年 | 印尼羽毛球首要超級賽       | 首要超級賽 | 混合雙打 | 张楠   | 亞軍   |
| 2015年 | 世界羽毛球錦標賽           | 其他       | 女子雙打 | 田卿   | 金牌   |
| 2015年 | 世界羽毛球錦標賽           | 其他       | 混合雙打 | 张楠   | 金牌   |
| 2015年 | 日本羽毛球超級賽           | 超級賽     | 女子雙打 | 钟倩欣 | 冠軍   |
| 2015年 | 日本羽毛球超級賽           | 超級賽     | 混合雙打 | 张楠   | 亞軍   |
| 2015年 | 韓國羽毛球超級賽           | 超級賽     | 混合雙打 | 张楠   | 冠軍   |
| 2015年 | 丹麥羽毛球首要超級賽       | 首要超級賽 | 女子雙打 | 田卿   | 亞軍   |
| 2015年 | 中國羽毛球首要超級賽       | 首要超級賽 | 女子雙打 | 田卿   | 準決賽 |
| 2015年 | 中國羽毛球首要超級賽       | 首要超級賽 | 混合雙打 | 张楠   | 冠軍   |
| 2015年 | 香港羽毛球超級賽           | 超級賽     | 女子雙打 | 田卿   | 冠軍   |
| 2015年 | 香港羽毛球超級賽           | 超級賽     | 混合雙打 | 张楠   | 冠軍   |
| 2016年 | 泰國羽毛球大師賽           | 黃金大獎賽 | 女子雙打 | 田卿   | 冠軍   |
| 2016年 | 亞洲羽毛球團體錦標賽       | 其他       | 女子團體 | －     | 金牌   |
| 2016年 | 全英羽毛球首要超級賽       | 首要超級賽 | 混合雙打 | 张楠   | 準決賽 |
| 2016年 | 馬來西亞羽毛球首要超級賽   | 首要超級賽 | 混合雙打 | 张楠   | 準決賽 |
| 2016年 | 新加坡羽毛球超級賽         | 超級賽     | 女子雙打 | 田卿   | 準決賽 |
| 2016年 | 亞洲羽毛球錦標賽           | 其他       | 混合雙打 | 张楠   | 金牌   |
| 2016年 | 優霸盃                     | 其他       | 女子團體 | －     | 金牌   |
| 2016年 | 印尼羽毛球首要超級賽       | 首要超級賽 | 混合雙打 | 张楠   | 準決賽 |
| 2016年 | 奧林匹克運動會羽毛球比賽   | 其他       | 混合雙打 | 张楠   | 銅牌   |

| 2007-2017年 | 首要超級賽 | 超級賽 | 黃金大獎賽 | 大獎賽 | 國際挑戰賽 | 國際系列賽 | 未來系列賽 | 其他 |

### 世界冠軍頭銜
赵芸蕾在羽毛球生涯中共奪得 13 項羽毛球世界冠軍頭銜。
| 賽事                     | 奪冠次數 | 年份                                                                         |
| ------------------------ | -------- | ---------------------------------------------------------------------------- |
| 奧林匹克運動會羽毛球比賽 | 2        | 2012年（女子雙打、混合雙打）                                                 |
| 世界羽毛球錦標賽         | 5        | 2011年（混合雙打） 2014年（女子雙打、混合雙打） 2015年（女子雙打、混合雙打） |
| 蘇迪曼杯                 | 3        | 2011年、2013年、2015年（混合團體）                                           |
| 尤伯杯                   | 3        | 2012年、2014年、2016年（女子團體）                                           |
| 總計                     | 13       |                                                                              |

### 奧運會和世錦賽參賽紀錄
|          | 搭檔 | 2009 | 2010 | 2011 | 2012 | 2013 | 2014 | 2015 | 2016 |
| -------- | ---- | ---- | ---- | ---- | ---- | ---- | ---- | ---- | ---- |
| 女子雙打 | 成淑 | 銀牌 | 銅牌 | －   | －   | －   | －   | －   | －   |
| 女子雙打 | 田卿 | －   | －   | 銀牌 | 金牌 | 銅牌 | 金牌 | 金牌 | －   |
|          |      |      |      |      |      |      |      |      |      |
| 混合雙打 | 徐晨 | 16強 | －   | －   | －   | －   | －   | －   | －   |
| 混合雙打 | 张楠 | －   | －   | 金牌 | 金牌 | 銅牌 | 金牌 | 金牌 | 銅牌 |

## 個人生活
趙芸蕾與她的混雙搭檔張楠在組隊前便已經在一起，直到兩人在2010年日本羽毛球超級賽混合雙打贏得冠軍後，張楠在賽後抱住並吻了趙芸蕾，兩人的戀情才浮出檯面。趙芸蕾和張楠原定要在里約奧運會結束之後舉行婚禮，卻在奧運會前後傳出兩人已經分手的消息，奧運會結束後趙芸蕾才坦承為了備戰奧運才沒有公開。趙芸蕾退役後，與同為前國家隊隊員的洪煒於2018年6月1日在廈門市思明區民政局領證結婚，而前男友張楠与前女双搭档田卿2018年11月30日在微博宣布登记结婚。